# Joe Root
Pour les articles homonymes, voir Root.
Joseph Edward « Joe » Root est un joueur de cricket international anglais né le 30 décembre 1990 à Dore, Sheffield, dans le Yorkshire. Batteur d'ouverture pour le Yorkshire County Cricket Club, il a fait ses débuts au sein de l'équipe d'Angleterre de cricket dans le cadre de sa série de test-matchs contre l'Inde pendant l'hiver 2012.

## Biographie
Root s'intéresse au cricket à l'âge de trois ans et commence à jouer au Sheffield Collegiate Cricket Club, où jouent son père et l'international Michael Vaughan. Il obtient une bourse sportive au Worksop College dans le Nottinghamshire, dont l'international Samit Patel est également ancien élève. En 2011, il fait ses débuts dans le tournoi des écoles du Yorkshire. En 2013, il est le plus jeune joueur à recevoir une bourse de la Yorkshire Cricket Academy. Il représente le Nord de l'Angleterre dans l'équipe des moins de 14 ans, puis de moins de 15 ans. Grâce à son titre de meilleur batteur du Bunbury Festival des écoles britanniques, il reçoit à 15 ans une bourse du Daily Telegraph pour l'Académie nationale de cricket anglaise à Loughborough.
Il est sélectionné en 2009 dans la première équipe du Yorkshire County Cricket Club et se distingue lors de ses débuts dans un ODI de 40 overs en marquant 63 courses contre l'Essex. La même année, il est nommé homme de la série lors de la tournée de l'équipe d'Angleterre des moins de 19 ans au Bangladesh. En 2012, il rejoint les England Lions (2e équipe de l'Angleterre) comme batteur d'ouverture. Il marque un century (série de cent courses dans une même manche) contre le Sri Lanka A en février, puis contre les Indes occidentales en mai. En juillet 2012, il réalise le meilleur score de sa carrière en marquant 212 courses not out contre le Hampshire.
Fraîchement nommé jeune joueur de cricket de l'année par le Cricket Writers' Club, Root est sélectionné en même temps que Nick Compton par l'équipe d'Angleterre de Test dans le cadre de sa tournée en Inde, à la suite du départ à la retraite d'Andrew Strauss et à l'exclusion de Kevin Pietersen. Compton lui est préféré pour ouvrir le jeu pendant les trois premiers tests-matchs, qui voient l'Angleterre concéder une défaite et remporter deux victoires. Root fait son début pour l'Angleterre lors du quatrième match, décisif pour la série, en remplacement de Samit Patel. Appelé à battre en no 6, il marque 73 courses grâce à un jeu calme et déterminé qui le fait comparer à son capitaine, Alastair Cook.
Root est un batteur de style classique et élégant, fréquemment comparé à celui de Michael Vaughan qu'il considère comme un modèle.